# Jiří Orság
Jiří Orság (Znojmo, Checoslovaquia, 5 de enero de 1989) es un deportista checo que compite en halterofilia.
Ganó tres medallas en el Campeonato Europeo de Halterofilia entre los años 2011 y 2018. Participó en dos Juegos Olímpicos de Verano, ocupando el séptimo lugar en Londres 2012 y el octavo en Río de Janeiro 2016, en la categoría de +105 kg.

## Palmarés internacional
| Campeonato Europeo | Campeonato Europeo | Campeonato Europeo | Campeonato Europeo |
| Año                | Lugar              | Medalla            | Categoría          |
| ------------------ | ------------------ | ------------------ | ------------------ |
| 2011               | Kazán (Rusia)      | Medalla de plata   | +105 kg            |
| 2015               | Tiflis (Georgia)   | Medalla de bronce  | +105 kg            |
| 2018               | Bucarest (Rumania) | Medalla de plata   | +105 kg            |